# Résolution 727 du Conseil de sécurité des Nations unies
Membres permanents
- Chine
- États-Unis
- France
- Royaume-Uni
- Russie

Membres non permanents
- Autriche
- Belgique
- Cap-Vert
- Équateur
- Hongrie
- Inde
- Japon
- Maroc
- Venezuela
- Zimbabwe

Résolution no 726 Résolution no 728
La résolution 727 du Conseil de sécurité des Nations unies, adoptée à l'unanimité le 8 janvier 1992, après avoir réaffirmé les résolutions 713 (1991), 721 (1991), 724 (1991) et examiné un rapport du secrétaire général Boutros Boutros-Ghali, s'est félicité de la récente signature d'un accord à Sarajevo concernant un cessez-le-feu dans les conflits en république fédérative socialiste de Yougoslavie.
Le Conseil de sécurité a également approuvé une recommandation du secrétaire général dans son rapport et autorisé l'envoi de 50 officiers de liaison militaires pour promouvoir le maintien du cessez-le-feu, exhortant toutes les parties à l'accord de Sarajevo à l'honorer. Il a également exhorté les parties à assurer la sécurité de tout le personnel des Nations unies et de la Communauté européenne en visite dans la région et a réaffirmé l'embargo sur les armes appliqué à toutes les républiques de Yougoslavie,.

## Voir également
- Guerre de Croatie
- Guerre de Slovénie
- Force de protection des Nations unies
- Guerres de Yougoslavie